# Wikariat apostolski Brunei
Wikariat apostolski Brunei (łac. Apostolicus Vicariatus Bruneiensis) – katolicka jednostka podziału administracyjnego Kościoła katolickiego w Brunei, obejmująca swoim zasięgiem cały kraj. Siedziba wikariusza apostolskiego znajduje się w kościele NMP Wniebowziętej w Bandar Seri Begawan. 

## Historia
- Decyzją papieża Jana Pawła II została powołana w dniu 21 listopada 1997 prefektura apostolska Brunei, wydzielona z diecezji Miri, w Malezji. 20 października 2004 została przekształcona w wikariat apostolski.

## Wikariusze apostolscy
- 1997–2021: Cornelius Sim, kreowany kardynałem w 2020

## Podział administracyjny
W skład wikariatu apostolskiego wchodzą 3 parafie znajdujące się w Bandar Seri Begawan (prokatedra), Serii i Kuala Belait.